# Manfred Gnädinger
Manfred Gnädinger (ur. 27 stycznia 1936 w Radolfzell am Bodensee, zm. 28 grudnia 2002) Man lub El Aléman – niemiecki pustelnik i artysta rzeźbiarz. Żył w małej wiosce Camelle na Costa da Morte, galicyjskim wybrzeżu Oceanu Atlantyckiego.
Prowadził proste, zgodne z naturą życie. Na plaży, gdzie mieszkał i uprawiał swój mały ogródek, tworzył rzeźby z kamieni i rzeczy wyrzuconych przez ocean. W ten sposób powstało małe muzeum, które Man udostępnił zwiedzającym. Gdy w listopadzie 2002 doszło do katastrofy ekologicznej – wycieku ropy z tankowca MT Prestige, muzeum Mana oraz pobliskie środowisko zostało zniszczone. Man załamał się i po miesiącu zmarł (28 grudnia – święto świętych Męczenników), jak niektórzy uważają, ze smutku. W ten sposób stał się niewinną ofiarą wycieku ropy i tym samym symbolem męczennika.